# Аджапонг, Клод
Клод Аджапонг (итал. Claud Adjapong; 6 мая 1998 года, Модена, Италия) — итальянский футболист, играющий на позиции защитника. Ныне выступает за итальянский клуб «Асколи».

## Клубная карьера
Воспитанник академии «Сассуоло», игрок юношеской команды до 19 лет. После зимы в сезоне 2015/2016 стал привлекаться к тренировкам с основным составом. 11 марта 2016 года дебютировал в Серии А, выйдя на замену на 89-й минуте вместо Маттео Политано в поединке против «Ювентуса».

## Международная карьера
Аджапонг родился и вырос в Италии у родителей ганского происхождения. До 18 лет у него был только ганский паспорт. Он имеет право играть за сборную Ганы.
Получив итальянский паспорт, 25 августа 2016 года он получил вызов в сборную Италии до 19 лет
.
1 сентября 2017 года Клод дебютировал за молодёжную сборную Италии в товарищеском матче против Испании.